# Poids spécifique
Ne doit pas être confondu avec Masse volumique.
Pour les articles homonymes, voir Poids (homonymie).
Le poids spécifique (par traduction littérale de l'anglais specific weight) ou poids volumique est le poids par unité de volume d'un matériau. Le symbole du poids spécifique est γ (la lettre grecque gamma).
Le poids spécifique de l'eau à la surface de la Terre à 5 °C est de 9 807 N/m3.
Il existe la même relation entre le poids spécifique et la masse volumique, qu'entre le poids et la masse.

## Formule générale
{\displaystyle \gamma =\rho \,g}
où
{\displaystyle \gamma } est le poids spécifique du matériau (N/m3)
{\displaystyle \rho } est la masse volumique du matériau (kg/m3)
{\displaystyle g} est l'accélération de la gravité (m/s2)

## Grandeur relative
Contrairement à la masse volumique, le poids spécifique n'est pas intrinsèque. Il dépend de l'accélération de la gravité, qui varie en fonction de l'emplacement géographique (par exemple l'altitude).

## Poids spécifique de l'eau
| Température (°C)                                                                 | Poids spécifique (kN/m3) |
| -------------------------------------------------------------------------------- | ------------------------ |
| 0                                                                                | 9,805                    |
| 3,98                                                                             | 9,807                    |
| 10                                                                               | 9,804                    |
| 15                                                                               | 9,798                    |
| 20                                                                               | 9,789                    |
| 25                                                                               | 9,777                    |
| 30                                                                               | 9,765                    |
| 40                                                                               | 9,731                    |
| 50                                                                               | 9,690                    |
| 60                                                                               | 9,642                    |
| 70                                                                               | 9,589                    |
| 80                                                                               | 9,530                    |
| 90                                                                               | 9,467                    |
| 100                                                                              | 9,399                    |
| Poids spécifique de l'eau dans les conditions normales de pression atmosphérique |                          |

## Poids spécifique de l'air
| Température (°C)                                                                 | Poids spécifique (N/m3) |
| -------------------------------------------------------------------------------- | ----------------------- |
| −40                                                                              | 14,86                   |
| −20                                                                              | 13,86                   |
| 0                                                                                | 12,68                   |
| 10                                                                               | 12,24                   |
| 20                                                                               | 11,82                   |
| 30                                                                               | 11,43                   |
| 40                                                                               | 11,06                   |
| 60                                                                               | 10,4                    |
| 80                                                                               | 9,81                    |
| 100                                                                              | 9,28                    |
| 200                                                                              | 7,33                    |
| Poids spécifique de l'air dans les conditions normales de pression atmosphérique |                         |